# 東大清水町
東大清水町（ひがしおおしみずちょう）は、愛知県豊橋市の地名。

## 地理
豊橋市南部に位置する。東は若松町、南は伊古部町、北は野依町に接する。

## 歴史

### 人口の変遷
国勢調査による人口および世帯数の推移。
| 1995年（平成7年）  | 23世帯 97人  |  |
| 2000年（平成12年） | 31世帯 122人 |  |
| 2005年（平成17年） | 31世帯 124人 |  |
| 2010年（平成22年） | 40世帯 130人 |  |
| 2015年（平成27年） | 39世帯 159人 |  |

### 沿革
- 1965年（昭和40年） - 豊橋市野依町の一部により、同市東大清水町が成立[2]。
- 1976年（昭和51年） - 一部が伊古部町に編入される[2]。

## 施設
- とよはしブルーベリーフォレスト
- しあわせ地蔵
- 特別養護老人ホーム大清水彩幸

### WEB
1. ↑  “愛知県豊橋市の町丁・字一覧”.   人口統計ラボ. 2023年4月13日閲覧。
2. ↑  総務省統計局 (2017年1月27日). “平成27年国勢調査の調査結果(e-Stat) - 男女別人口及び世帯数 －町丁・字等” (CSV). 2021年7月21日閲覧。
3. ↑  “愛知県豊橋市の郵便番号一覧”.   日本郵便. 2023年4月13日閲覧。
4. ↑  “市外局番の一覧” (PDF).   総務省 (2022年3月1日). 2022年3月22日閲覧。
5. ↑  総務省統計局 (2014年3月28日). “平成7年国勢調査の調査結果(e-Stat) - 男女別人口及び世帯数 －町丁・字等” (CSV). 2021年7月20日閲覧。
6. ↑  総務省統計局 (2014年5月30日). “平成12年国勢調査の調査結果(e-Stat) - 男女別人口及び世帯数 －町丁・字等” (CSV). 2021年7月20日閲覧。
7. ↑  総務省統計局 (2014年6月27日). “平成17年国勢調査の調査結果(e-Stat) - 男女別人口及び世帯数 －町丁・字等” (CSV). 2021年7月21日閲覧。
8. ↑  総務省統計局 (2012年1月20日). “平成22年国勢調査の調査結果(e-Stat) - 男女別人口及び世帯数 －町丁・字等” (CSV). 2021年7月21日閲覧。
9. ↑  総務省統計局 (2017年1月27日). “平成27年国勢調査の調査結果(e-Stat) - 男女別人口及び世帯数 －町丁・字等” (CSV). 2021年7月21日閲覧。

### 書籍
1. 1 2  「角川日本地名大辞典」編纂委員会 1989, p. 1794.
2. 1 2  「角川日本地名大辞典」編纂委員会 1989, p. 1106.